# Fausto Vera
Fausto Mariano Vera (Hurlingham, 26 de março de 2000) é um futebolista argentino que atua como volante. Atualmente, joga pelo Atlético Mineiro.

## Carreira

### Argentinos Juniors
Começou sua carreira nas categorias de base do Argentinos Juniors. Em 2018, foi promovido à equipe principal, fazendo sua estreia na Primera División em novembro daquele ano, em uma derrota por 2 a 1 contra o Tigre, no Estadio José Dellagiovanna.
Marcou seu primeiro gol como profissional no dia 6 de março de 2020, em uma vitória por 2 a 1 contra o Rosario Central. Em 25 de julho, o clube argentino anunciou a venda do jogador ao Corinthians, por 5 milhões de dólares (25 milhões de reais).

### Corinthians
Em 26 de julho de 2022, o Corinthians anunciou a contratação de Fausto Vera por quatro temporadas, com o clube adquirindo 70% dos direitos econômicos do atleta. O volante estreou realizou sua estreia no dia 27 de julho, numa derrota por 2 a 0 contra o Atlético Goianiense, no Estádio Antonio Accioly, pelo primeiro jogo das quartas de final da Copa do Brasil. Em 5 de agosto, após 11 dias de clube e três jogos em campo, foi apresentado pelo alvinegro paulista no CT Joaquim Grava.
Fausto terminou sua primeira temporada pelo Timão com 26 jogos como titular, além da boa participação no vice-campeonato da Copa do Brasil. Já no segundo ano, o volante argentino atuou em 47 partidas, com três assistências e um gol marcado. O jogador balançou as redes no dia 6 de dezembro de 2023, na vitória por 2 a 0 contra o Coritiba, no Couto Pereira, pelo Campeonato Brasileiro.
Ainda assim, Fausto oscilou durante a temporada e perdeu espaço no time.

### Atlético Mineiro
Em 16 de julho de 2024, foi anunciado pelo Atlético Mineiro com um contrato até o fim de 2027. O Galo comprou o jogador por 4,5 milhões de dólares (R$ 24,7 milhões). Vera fez sua estreia pelo Galo na partida disputada na Arena MRV, em Belo Horizonte, onde o Atlético venceu Vasco da Gama, por 2 a 0, na tarde de 21 de julho de 2024, pela 18ª rodada da Série A do Campeonato Brasileiro.

## Seleção Argentina
Em 2017, foi convocado pela Seleção Argentina Sub-17 para o Campeonato Sul-Americano Sub-17 2017. Eles foram eliminados na fase de grupos, com Vera atuando em partidas contra Venezuela, Peru e Brasil. Conquistou três internacionalizações pela Seleção Argentina Sub-20 no Torneio COTIF 2018. O jogador também atuou pela Sub-19 e chegou a treinar contra a Seleção principal em 2017.
Em dezembro de 2018, Vera foi convocado para a disputa do Campeonato Sul-Americano Sub-20 de 2019. Em maio de 2019, Fernando Batista convocou Vera para a Copa do Mundo FIFA Sub-20. Ele marcou na vitória por 5 a 2 da primeira rodada sobre a África do Sul em 25 de maio. Também foi convocado para os Jogos Pan-Americanos de 2019 com a Seleção Argentina Sub-23 no Peru. O volante atuou cinco vezes, incluindo na final em que também marcou gol, e a sua equipe conquistou a competição.
Em 2020 foi convocado para a disputa do Torneio Pré-Olímpico com a Seleção Sub-23, competição que terminou com a Argentina campeã. Já em 2021, Vera também foi convocado para os Jogos Olímpicos de Verão 2020.

## Vida pessoal
Fausto Vera é descendente de paraguaios através de seus avós paternos.

## Estatísticas

### Clubes
Abaixo estão listados todos os jogos, gols e assistências do futebolista por clubes.
| Clube             | Temporada         | Campeonato nacional | Campeonato nacional | Campeonato nacional | Copa nacional[a] | Copa nacional[a] | Copa nacional[a] | Competições continentais[b] | Competições continentais[b] | Competições continentais[b] | Outros torneios[c] | Outros torneios[c] | Outros torneios[c] | Total | Total | Total   |
| Clube             | Temporada         | Jogos               | Gols                | Assist.             | Jogos            | Gols             | Assist.          | Jogos                       | Gols                        | Assist.                     | Jogos              | Gols               | Assist.            | Jogos | Gols  | Assist. |
| ----------------- | ----------------- | ------------------- | ------------------- | ------------------- | ---------------- | ---------------- | ---------------- | --------------------------- | --------------------------- | --------------------------- | ------------------ | ------------------ | ------------------ | ----- | ----- | ------- |
| Argentino Juniors | 2019              | 2                   | 0                   | 0                   | 5                | 1                | 0                | 2                           | 0                           | 0                           | —                  | —                  | —                  | 9     | 1     | 0       |
| Argentino Juniors | 2020              | 14                  | 1                   | 0                   | 9                | 1                | 0                | 1                           | 0                           | 0                           | —                  | —                  | —                  | 24    | 1     | 0       |
| Argentino Juniors | 2021              | 3                   | 0                   | 0                   | 10               | 2                | 0                | 2                           | 0                           | 0                           | —                  | —                  | —                  | 15    | 2     | 0       |
| Argentino Juniors | 2022              | 9                   | 3                   | 1                   | 18               | 2                | 3                | —                           | —                           | —                           | —                  | —                  | —                  | 27    | 5     | 4       |
| Argentino Juniors | Total             | 28                  | 4                   | 1                   | 42               | 6                | 3                | 5                           | 2                           | 1                           | —                  | —                  | —                  | 75    | 9     | 4       |
| Corinthians       | 2022              | 18                  | 0                   | 0                   | 6                | 0                | 0                | 2                           | 0                           | 0                           | —                  | —                  | —                  | 26    | 0     | 0       |
| Corinthians       | 2023              | 21                  | 1                   | 2                   | 8                | 0                | 0                | 9                           | 0                           | 0                           | 9                  | 0                  | 1                  | 47    | 1     | 3       |
| Corinthians       | 2024              | 6                   | 0                   | 0                   | 3                | 0                | 0                | 4                           | 1                           | 1                           | 10                 | 0                  | 0                  | 23    | 1     | 1       |
| Corinthians       | Total             | 45                  | 1                   | 2                   | 17               | 0                | 0                | 15                          | 1                           | 1                           | 19                 | 0                  | 1                  | 96    | 2     | 4       |
| Atlético Mineiro  | 2024              | 0                   | 0                   | 0                   | 0                | 0                | 0                | 0                           | 0                           | 0                           | —                  | —                  | —                  | 0     | 0     | 0       |
| Atlético Mineiro  | Total             | 0                   | 0                   | 0                   | 0                | 0                | 0                | 0                           | 0                           | 0                           | 0                  | 0                  | 0                  | 0     | 0     | 0       |
| Total na carreira | Total na carreira | 73                  | 5                   | 3                   | 59               | 6                | 3                | 20                          | 3                           | 2                           | 19                 | 0                  | 1                  | 171   | 11    | 8       |

- a. ^ Jogos da Copa da Argentina, Copa da Liga Argentina e Copa do Brasil
- b. ^ Jogos da Copa Sul-Americana e Copa Libertadores
- c. ^ Jogos do Campeonato Paulista

### Seleção Argentina
Abaixo estão listados todos os jogos, gols e assistências do futebolista pela Seleção Argentina, por categorias de base.

#### Sub–23
| Ano               | Jogos Olímpicos | Jogos Olímpicos | Jogos Olímpicos | Pré–Olímpico | Pré–Olímpico | Pré–Olímpico | Amistosos | Amistosos | Amistosos | Total | Total | Total   |
| Ano               | Jogos           | Gols            | Assist.         | Jogos        | Gols         | Assist.      | Jogos     | Gols      | Assist.   | Jogos | Gols  | Assist. |
| ----------------- | --------------- | --------------- | --------------- | ------------ | ------------ | ------------ | --------- | --------- | --------- | ----- | ----- | ------- |
| 2019              | —               | —               | —               | —            | —            | —            | 2         | 0         | 0         | 2     | 0     | 0       |
| 2020              | 3               | 0               | 0               | 6            | 1            | 0            | —         | —         | —         | 9     | 1     | 0       |
| 2021              | —               | —               | —               | —            | —            | —            | 3         | 1         | 0         | 3     | 1     | 0       |
| Total na carreira | 3               | 0               | 0               | 6            | 1            | 0            | 5         | 1         | 0         | 14    | 2     | 0       |

#### Sub–20
| Ano               | Campeonato Mundial | Campeonato Mundial | Campeonato Mundial | Campeonato Sul–Americano | Campeonato Sul–Americano | Campeonato Sul–Americano | Amistosos | Amistosos | Amistosos | Total | Total | Total   |
| Ano               | Jogos              | Gols               | Assist.            | Jogos                    | Gols                     | Assist.                  | Jogos     | Gols      | Assist.   | Jogos | Gols  | Assist. |
| ----------------- | ------------------ | ------------------ | ------------------ | ------------------------ | ------------------------ | ------------------------ | --------- | --------- | --------- | ----- | ----- | ------- |
| 2018              | —                  | —                  | —                  | —                        | —                        | —                        | 2         | 0         | 0         | 2     | 0     | 0       |
| 2019              | 3                  | 1                  | 0                  | 6                        | 0                        | 0                        | 3         | 0         | 0         | 12    | 1     | 0       |
| Total na carreira | 3                  | 1                  | 0                  | 6                        | 0                        | 0                        | 5         | 0         | 0         | 14    | 1     | 0       |

#### Sub–17
| Ano               | Campeonato Sul–Americano | Campeonato Sul–Americano | Campeonato Sul–Americano |
| Ano               | Jogos                    | Gols                     | Assist.                  |
| ----------------- | ------------------------ | ------------------------ | ------------------------ |
| 2017              | 3                        | 0                        | 0                        |
| Total na carreira | 3                        | 0                        | 0                        |

## Títulos
Atlético Mineiro[carece de fontes?]
- Campeonato Mineiro: 2025

Seleção Argentina Sub-23[carece de fontes?]
- Jogos Pan-Americanos: 2019
- Torneio Pré-Olímpico: 2020